# Station Intxaurrondo
Station Intxaurrondo is een spoorweghalte in het district Intxaurrondo van de Spaanse stad San Sebastian, in de autonome gemeenschap Baskenland. De halte bevindt zich bij kilometerpunt 624,750 van de spoorlijn Madrid-Hendaye. Aan de halte stoppen enkel treinen van de cercanías van San Sebastian, de voorstadtreinen van die stad. Er kan bij dit station over worden gestapt op de metro van San Sebastian. 
De halte is geopend op 12 mei 2011, en is eigendom van ADIF terwijl de exploitatie toevalt aan Renfe Operadora. 
Brinkola · Legazpi · Zumarraga · Ormaiztegi · Beasain · Ordizia · Itasondo · Legorreta · Ikaztegieta · Alegia · Tolosa · Tolosa-Erdia · Anoeta · Billabona-Zizurkil · Andoain-Erdia · Andoain · Urnieta · Hernani-Erdia · Hernani · Martutene · Loiola · Loiola Erriberak (Gepland) · San Sebastian-Donostia · Gros · Ategorrieta · Intxaurrondo · Herrera · Pasaia · Lezo-Errenteria · Ventas de Irún · Irun